# Катастрофа Ми-26 близ села Сейдляр
Крушение транспортного вертолёта Ми-26 произошло возле села Сейдляр 3 марта 1992 года. Вертолёт перевозил женщин и детей и потерпел крушение в результате попадания ракеты ПЗРК.

## История
3 марта 1992 года транспортный вертолет Ми-26, выполнявший под прикрытием Ми-24 гуманитарную акцию, доставил в армянонаселенное село Гюлистан 20 тонн муки и должен был вывезти оттуда около 50 женщин и детей. Завершив погрузку мирных жителей, вертолёт поднялся в воздух и вместе с машиной сопровождения полетел через Кельбаджарский район в направлении границы с Арменией. Около пяти часов вечера по московскому времени, в нескольких километрах от границы, их атаковал азербайджанский вертолёт Ми-8. Пока Ми-24 отгонял атаковавшего, транспортник Ми-26 поразила ракета, пущенная с земли из ПЗРК. По мнению армянской стороны, ракета была выпущена азербайджанскими формированиями. Загоревшись, вертолёт рухнул возле села Сейдляр. В результате катастрофы погибло 16 человек (по другим данным 12), остальные получили ранения разной степени тяжести.
Вечером этого же дня была проведена операция по спасению выживших. Спасатели из группы «Спитак» под прикрытием подразделения десантников Вооружённых сил СНГ вывезли на территорию Армении 28 человек.